# (4705) Secchi
Pour les articles homonymes, voir Secchi.
(4705) Secchi est un astéroïde de la ceinture principale.

## Description
(4705) Secchi est un astéroïde de la ceinture principale. Il fut découvert le 13 février 1988 à Bologne par l'Observatoire San Vittore. Il présente une orbite caractérisée par un demi-grand axe de 2,33 UA, une excentricité de 0,13 et une inclinaison de 8,6° par rapport à l'écliptique.

## Compléments